# Edguy
Edguy é uma banda de power metal/heavy metal fundada na Alemanha por Tobias Sammet e Jens Ludwig.

## História
O Edguy surgiu em 1992 na Alemanha, quando Tobias Sammet se cansou de apenas fazer covers de bandas como Kiss e AC/DC. Baixista, tecladista e vocalista, o jovem rapaz decidiu formar uma banda para fazer composições próprias e chamou para a sua primeira formação Jens Ludwig (guitarra, vocais de apoio), Dirk Sauer (guitarra, vocais de apoio) e Dominik Storch (bateria). Com a banda e as composições já prontas, resolveram gravar uma demo em 1994. O resultado acabou em duas demo-tapes: Evil Minded e Children of Steel.
Em 1995 entraram no Toxic Beat Studios, em Fulda, e com a ajuda do engenheiro de som Sven Rowoldt gravaram em apenas 2 semanas o disco independente Savage Poetry. Com uma tiragem de apenas 1.000 cópias, eles enviaram algumas dessas para as gravadoras analisarem, e venderam o restante com o intuito de obterem algum retorno financeiro. A gravadora AFM Records decidiu dar uma chance aos 4 rapazes. Logo após assinarem o contrato, foi discutida com a gravadora a intenção de lançarem Savage Poetry, mas a gravadora se recusou alegando que era um disco pouco profissional.[carece de fontes?]
Em 1997 sai Kingdom of Madness, o primeiro álbum oficial da banda. A turnê de divulgação do disco de estreia foi curta e teve apenas poucos shows para divulgar o trabalho. Foi a última com Tobias Sammet tocando baixo em shows. A turnè do Kingdom of Madness marca também por ter sido a última turnê com músicas do Savage Poetry e das demos nos sets lists, pois de 1998 em diante a banda nunca mais voltou a tocar essas canções.
Depois da turnê as únicas músicas que continuaram tocando nas turnês seguintes foram: "Deadmaker" e "Wings Of a Dream", do Kingdom of Madness.

### Mudanças na formação
Mudanças ocorrem, sai Frank Linbertall e Felix Bohnke é contratado apenas para gravar o álbum. O som da banda se volta para o power metal, e eles entram mais uma vez em estúdio com Tobias Sammet (baixo e vocais), Jens Ludwig (guitarra), Dirk Sauer (guitarra) e Felix Bohnke (bateria) e gravam o disco Vain Glory Opera, de 1998.
O disco ainda contou com a participação de Hansi Kürsch (da banda conterrânea Blind Guardian) nas faixas "Out Of Control" e "Vain Glory Opera", dividindo os vocais com Tobias. Foi a partir daí que Tobias Sammet teria a ideia de num futuro próximo compor uma ópera rock (Este projeto se concretiza no ano 2000 sob o nome de Avantasia). Tobias decide chamar para a banda Tobias Exxel, que assume o posto de baixista deixando o cantor livre para se concentrar somente nos vocais. A turnê do Vain Glory Opera durou 5 semanas e foi a primeira com a banda em quinteto. A banda chegou a abrir o Wacken Open Air (festival de metal mais famoso da Alemanha).
Já com Exxel na banda, eles gravam em 1999 o álbum Theater of Salvation. A turnê teve 3 meses com a banda abrindo para Hammerfall, Gamma Ray e Angra. O grupo participa pela segunda vez do Wacken Open Air, e é até feito uma reportagem sobre a banda pela TV alemã, primeiro registro em vídeo do Edguy, dessa vez abrindo o palco principal do evento.
Em 2000 a banda lança o álbum duplo The Savage Poetry, contendo no primeiro disco as músicas de "Savage Poetry" regravadas e em novas versões, e no segundo disco o original "Savage Poetry". Mas em 2000 não houve turnê do re-lançamento do álbum, tanto é que nenhuma música do álbum foi tocada nessa turnê, o que houve foi uma continuação da turnê do Theater of Salvation, mas agora com mais músicas adicionadas ao set lists. Em 2000 os shows passaram a ter 90 minutos e não mais somente uma hora. Nessa época eles abrem alguns shows para o Iron Maiden, e com isso ganham muitos fãs devido a grande público do Iron Maiden em seus shows.
Depois da turnê, Tobias Sammet decide se dedicar ao seu projeto paralelo Avantasia e lança em 2001 o álbum The Metal Opera. Este projeto contou com diversas estrelas do heavy metal mundial como Michael Kiske, Kai Hansen, Timo Tolkki, Markus Grosskopf e Andre Matos.

### Mandrake
Ainda em 2001 sai o álbum Mandrake, o single "La Marche Des Gendarmes" e o EP Painting on the Wall. Com Mandrake a banda faz uma turnê pela primeira vez na América do Sul, e resolvem gravar um disco ao vivo do show realizado na França em 24 de novembro de 2001. O álbum Burning Down the Opera sairia um ano depois em 2003. A turnê do Mandrake foi a primeira turnê mundial passando pelos quatro cantos do mundo. Em 2017, o portal Loudwire o elegeu como o 20º melhor disco de power metal de todos os tempos.
Em 2002 sai uma coletânea de vídeos de novas bandas de Metal chamado Prog Metal 2002, contendo a música "The Headless Game", gravada no show de Atlanta na Geórgia em 15 de novembro de 2002 no fim da turnê. Esse vídeo é o primeiro registro da banda tocando ao vivo.
Em 2002, tocam novamente no Wacken Open Air no dia 3 de Agosto, dessa vez como uma das bandas principais do evento e tocando para cerca de 40.000 mil pessoas.
No verão de 2002 é lançado o segundo álbum do Avantasia chamado The Metal Opera Part II, chegando ao TOP 17 na Alemanha.[carece de fontes?] No ano inteiro de 2003 a banda decide descansar, pois desde 1997 estavam fazendo shows todos os anos seguidos e de 2000 até 2002 a demanda por shows cresceu.
Depois de algumas desavenças com a CRF Records[carece de fontes?], o Edguy decide encerrar o contrato com a gravadora e assinam com a Nuclear Blast. A CRF ainda lança em 2004 a coletânea Hall of Flames.
Em Janeiro de 2004 a banda participa do Rockpalast TV Show, um programa alemão que leva bandas para tocarem suas músicas ao vivo. Posteriormente é lançado o bootleg desse show e comercializado entre os fãs, sendo conhecido como o primeiro registro profissional da banda em vídeo em um show completo.

### Rocket Ride
Em 2006, a banda lança o Rocket Ride que, a começar pela capa, pouco semelhança tem com seus antecessores. Apostando num som mais cru e cadenciado, o Edguy deixa de lado um pouco o acento melódico e passa a mostrar uma tendência para o hard rock.
A turnê do Rocket Ride começa 2006 e só termina em 2008. É gravado um DVD especial em edição limitada em Beijing na China em março de 2006, mas o DVD só foi comercializado por lá mesmo. Participam do Graspop Festival na Bélgica em 23 de junho e a performance  é filmada em vídeo. A banda vem pela terceira vez ao Brasil em novembro de 2006.
Em 2007, no verão europeu, o Edguy é convidado especial do Aerosmith e toca no American Rock. Na Eslováquia, abre para o Scorpions.
Em meados de 2008 é lançado o terceiro disco do Avantasia, chamado The Scarecrow contando com muitos convidados especiais como Alice Cooper, Jorn Lande, Amanda Sommerville, Roy Khan e outros. O disco segue a temática diferente dos Metal Operas, o que leva a ser um disco com uma sonoridade mais levada mais para a veia do hard rock, ao mesmo tempo que atinge boa vendagem em todo o mundo.[carece de fontes?]

### Tinnitus Sanctus
Em 14 de Novembro de 2008 saiu o novo álbum do Edguy, chamado Tinnitus Sanctus, juntamente com o clipe "Ministry of Saints". O álbum contém um levada mais pro lado do hard rock.

### Fucking with Fire - Live
Após quase três anos de espera, é lançado o DVD Fucking with F*** - Live, gravado no dia 3 de Novembro de 2006 no Credicard Hall em São Paulo. O DVD contém 12 faixas e um documentário. Esse é o primeiro DVD que contém a gravação de um show completo da banda oficialmente.

### Age of the Joker
Em 26 de Agosto de 2011, Edguy lança seu décimo álbum de Estúdio, Age Of The Joker, juntamente com o videoclipe "Robin Hood".

### Space Police: Defenders of the Crown
Em abril de 2014, a banda lança o décimo-primeiro álbum de estúdio, Space Police: Defenders of the Crown. Como pré-lançamento, é disponibilizado o lyric video da primeira música do álbum: "Sabre & Torch". Logo depois, é lançado o videoclipe "Love Tyger".
Em março de 2020, Tobias anunciou no Facebook que o Edguy estava em uma pausa porque ele tem "trabalhado em um novo disco do Avantasia por um tempo agora, e não num novo disco do Edguy porque é isso que me parece certo" e porque preparar Space Police havia sido muito "exaustivo".

## Membros

### Membros Atuais
- Tobias Sammet - Vocais (1992 - Atualmente)
- Jens Ludwig - Guitarra Solo (1992 - Atualmente)
- Dirk Sauer - Guitarra Rítmica (1992 - Atualmente)
- Felix Bohnke - Bateria (1998 - Atualmente)
- Tobias Exxel - Baixo (1998 - Atualmente)

### Ex-integrantes
- Dominik Storch - Bateria (1992 - 1997)
- Frank Lindenthal - Bateria (1998) (Somente em estúdio)

## Discografia

### Álbuns
- Evil Minded (1993) (Demo)
- Savage Poetry (1995)
- Kingdom of Madness (1997)
- Vain Glory Opera (1998)
- Theater of Salvation (1999)
- The Savage Poetry (2000) (regravação de Savage Poetry)
- Mandrake (2001)
- Hellfire Club (2004)
- Rocket Ride (2006)
- Tinnitus Sanctus (2008)
- Age of the Joker (2011)
- Space Police: Defenders of the Crown (2014)
- Monuments (2017)

### EPs
- King of Fools  (EP, 2004)
- Superheroes (EP, 2005)

### Ao Vivo
- Burning Down the Opera (2003)
- Fucking with F*** (2009)

### Coletâneas
- Hall of Flames (2004)
- Monuments (2017)

### Singles
- La Marche Des Gendarmes (2001)
- Painting on the Wall (2001)
- Lavatory Love Machine (2004)

## Videografia

### Videoclipes
- All The Clowns (Mandrake) (2001)
- King Of Fools (Hellfire Club)  (2004)
- Lavatory Love Machine (Hellfire Club) (2004)
- Superheroes (Rocket Ride) (2005)
- Ministry of Saints (Tinnitus Sanctus) (2008)
- Robin Hood (Age of the Joker) (2011)
- Love Tyger (Space Police: Defenders of the Crown) (2014)

### DVDs
- Superheroes DVD (2005)
- Fucking with F*** - Live (2009)

## DVDs Bootlegs
- Rockpalast Tv Show,Live in Konl,Germany (2004)
- Graspop Festival,Bélgica (2006)
- China,Beijing (2006)
- Radio Rock Antenne Special Show,Germany (2008)